# Ethioterpia toulgoeti
Ethioterpia toulgoeti är en fjärilsart som beskrevs av Pierre E.L. Viette 1961. Ethioterpia toulgoeti ingår i släktet Ethioterpia och familjen nattflyn. Inga underarter finns listade i Catalogue of Life.